# Nobeldwarsstraat
De Nobeldwarsstraat is een straat in het centrum van de Nederlandse stad Utrecht. De straat verbindt de Nobelstraat in het noorden met het Hieronymusplantsoen in het zuiden. In de straat bevinden zich onder andere een gebouw van het St-Gregorius College, diverse privé-garages en in het meest zuidelijke deel het gebouw van studentenvereniging Veritas.
De straat is in 1340 aangelegd in het kader van de verkaveling van de Sint Janskamp, een gebied behorend bij de immuniteit van Sint Jan. Dit gebied bevond zich tussen de huidige Wittevrouwenstraat en de Kromme Nieuwegracht. Tot de 15e eeuw was de straat bekend onder de naam Zuidstraat, Lollestraat of Lollaardstraat, naar het klooster van de Lollaards of Cellebroeders dat zich in het noordwestelijk deel van de straat bevond. Tot 1912 heette de straat vervolgens Cellebroedersstraat. Aan de zuidoostkant van de straat ligt een deel van de oude stadswal, met een transformatorhuis dat in 1924 werd gebouwd op de locatie van voormalige ijskelders.
In vroeger tijden bevonden zich er een weverij, van eind 16e eeuw tot 1797 schuilkerk St Nicolaas achter de wal voor Oud-Katholieken, in de 17e eeuw een klokkengieterij en rond 1825 limonadesiroopfabriek Buijen van Weelderen op nummer 20. Tot begin 20e eeuw herbergde de straat diverse bordelen, vermoedelijk al vanaf de 15e eeuw. Begin jaren '80 bevond zich op nummer 15 kraakcafé De Koffiekeet, dat in 1983 naar het ACU aan de Voorstraat is verhuisd.

## Fotogalerij

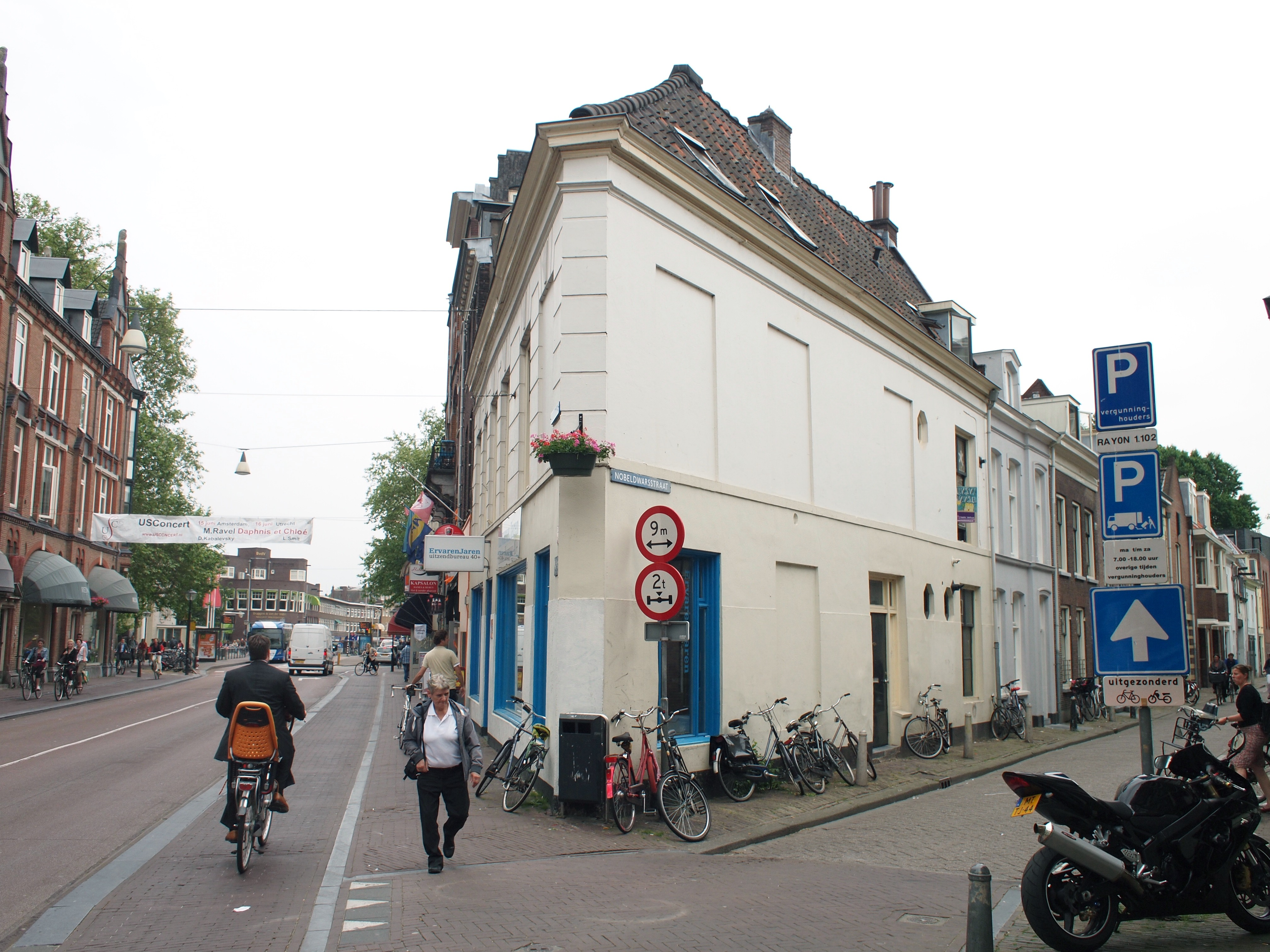
Hoek met de Nobelstraat
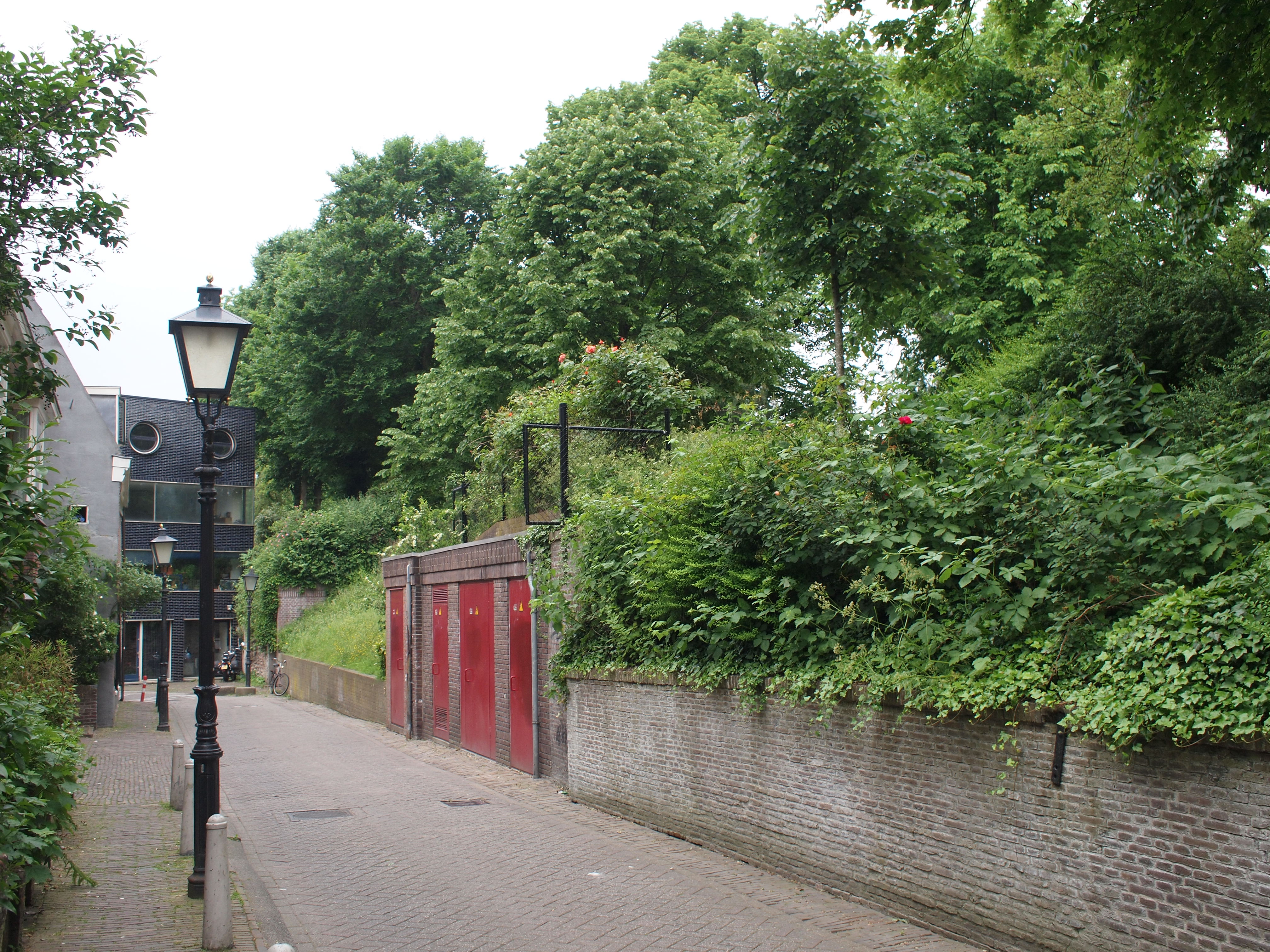
Oude stadswal
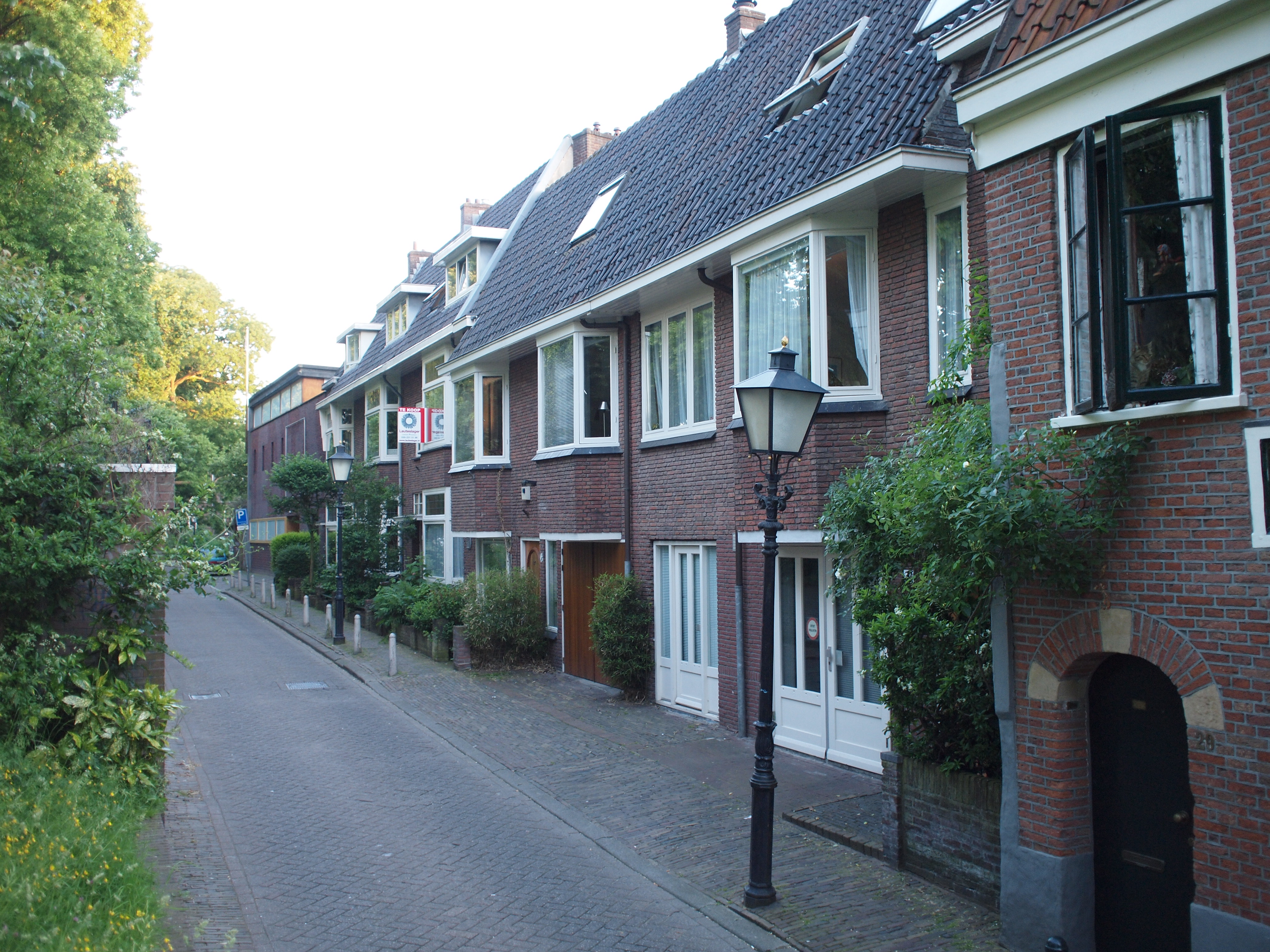
Zuidzijde van de Nobeldwarsstraat
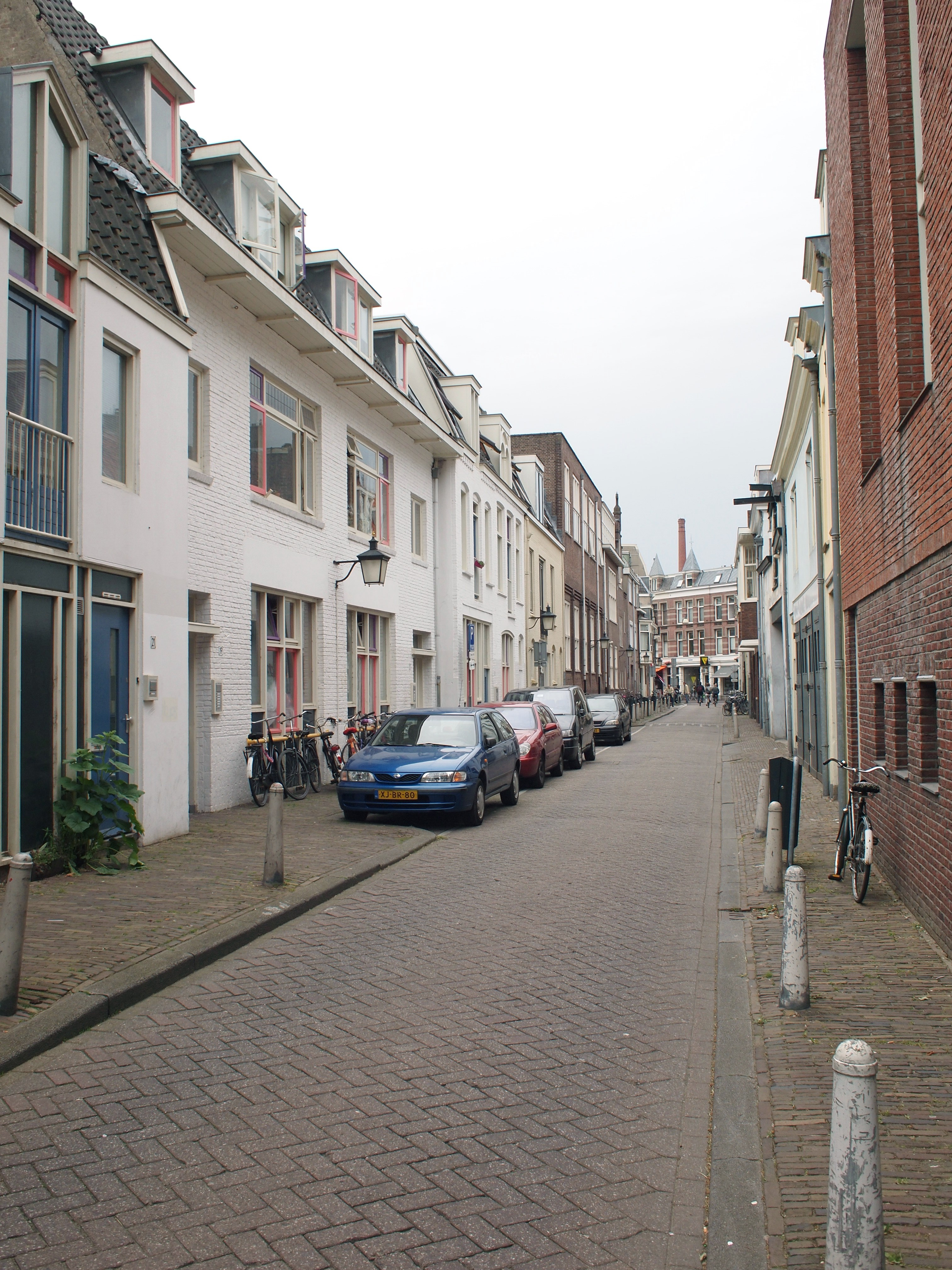
Noordzijde van de Nobeldwarsstraat

3e Buurkerksteeg ·
A.B.C.-straat ·
Abraham Dolesteeg ·
Achter de Dom ·
Achter St.-Pieter ·
Agnietenstraat ·
Ambachtstraat ·
Annastraat ·
Bakkerstraat ·
Breedstraat ·
Boothstraat ·
Boterstraat ·
Brigittenstraat ·
Bijlhouwerstraat ·
Catharijnekade ·
Catharijnesingel ·
Choorstraat ·
Croeselaan ·
Domplein ·
Domstraat ·
Donkere Gaard ·
Donkerstraat ·
Dorstige Hartsteeg ·
Drakenburgstraat ·
Drieharingstraat ·
Drift ·
Eligenstraat ·
Ganzenmarkt ·
Geertekerkhof ·
Hamburgerstraat ·
Hamsteeg ·
Hanengeschrei ·
Hardebollenstraat ·
Haverstraat ·
Hekelsteeg ·
Herenstraat ·
Hoogt ·
Jaarbeursplein ·
Jacobsgasthuissteeg ·
Jacobijnenstraat ·
Jansdam ·
Janskerkhof ·
Jansveld ·
Jodenrijtje ·
Keistraat ·
Keizerstraat ·
Kintgenshaven ·
Kleine Slachtstraat ·
Korte Jansstraat ·
Korte Lauwerstraat ·
Korte Minrebroederstraat ·
Korte Nieuwstraat ·
Korte Smeestraat ·
Kromme Nieuwegracht ·
Lange Elisabethstraat ·
Lange Jansstraat ·
Lange Jufferstraat ·
Lange Lauwerstraat ·
Lange Nieuwstraat ·
Lange Smeestraat ·
Lange Viestraat ·
Lauwersteeg ·
Leidseveer ·
Lichte Gaard ·
Loeff Berchmakerstraat ·
Lucasbolwerk ·
Lijnmarkt ·
Mariahoek ·
Mariaplaats ·
Massegast ·
Minrebroederstraat ·
Moreelsepark ·
Muntstraat ·
Neude ·
Nicolaas Beetsstraat ·
Nieuwegracht ·
Nobeldwarsstraat ·
Nobelstraat ·
Oudegracht ·
Oudkerkhof ·
Paardenveld ·
Pieterskerkhof ·
Pieterstraat ·
Plompetorenbrug ·
Plompetorengracht ·
Potterstraat ·
Predikherenkerkhof ·
Predikherenstraat ·
Ridderschapstraat ·
Servetstraat ·
Slachtstraat ·
St.-Jacobsstraat ·
Springweg ·
Stadhuisbrug ·
Steenweg ·
Sterrenburg ·
Strosteeg ·
Telingstraat ·
Tolsteegbarrière ·
Tolsteegbrug ·
Trans ·
Twijnstraat en Twijnstraat aan de Werf ·
Van Asch van Wijckskade ·
Vinkenburgstraat ·
Vismarkt ·
Voetiusstraat ·
Voorstraat ·
Vredenburg ·
Waterstraat ·
Wed ·
Wittevrouwenstraat ·
Wijde Begijnestraat ·
Zadelstraat ·
Zakkendragerssteeg ·
Zuilenstraat ·
Zwaansteeg